# An Qi
An Qi (en chino: 安琦, pinyin: Ān Qí; Dalian, Liaoning, 21 de junio de 1981) es un exfutbolista chino que se desempeñaba como guardameta. An Qi debutó en el fútbol en 1999 en el Guangzhou Songri. Fue internacional con la Selección de fútbol de China desde 2001 hasta 2004, donde jugó la Copa Mundial de Fútbol de 2002.

## Clubes
| Club             | País  | Año         |
| ---------------- | ----- | ----------- |
| Guangzhou Songri | China | 1999        |
| Dalian Shide     | China | 2000 - 2004 |
| Dalian Changbo   | China | 2005        |
| Xiamen Lanshi    | China | 2006 - 2007 |
| Changchun Yatai  | China | 2007 - 2010 |

## Logros

### Dalian Shide
- Liga Jia-A: 2000, 2001, 2002
- Copa FA de China: 2001

- Datos: Q482505